# 三泉镇 (重庆市)
三泉镇，是中华人民共和国重庆市南川区下辖的一个乡镇级行政单位。

## 行政区划
三泉镇下辖以下地区：
三泉社区、半河社区、窑湾村、风吹村、马嘴村、白庙村、观音村和莲花村。